# 3606 Pohjola
3606 Pohjola је астероид главног астероидног појаса чија средња удаљеност од Сунца износи 2,604 астрономских јединица (АЈ).
Апсолутна магнитуда астероида је 12,4.